# Église du Sacré-Cœur (Coblence)
Pour les articles homonymes, voir Église du Sacré-Cœur.
L'église catholique du Sacré-Cœur est une église de Coblence construite dans le sud de l'extension urbaine, selon les plans de Ludwig Becker de 1900 à 1903. C'est l'une des églises romanes les plus importantes d'Allemagne.
Depuis 2002, l'église du Sacré-Cœur fait partie du patrimoine mondial de l'UNESCO dans la Vallée du Haut-Rhin moyen, de plus elle est inscrite au patrimoine protégé par la Convention de La Haye.

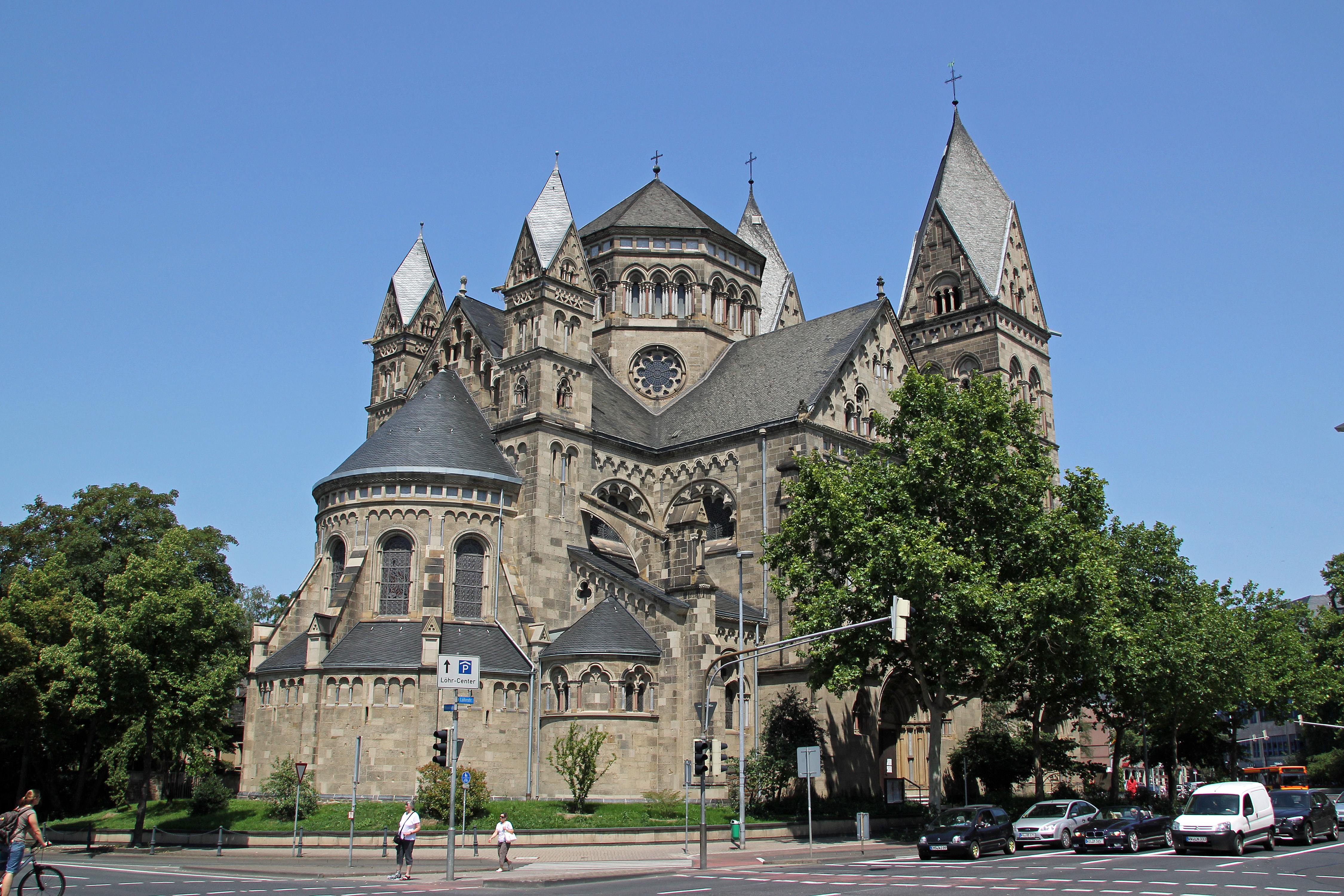
Côté sud de l'église
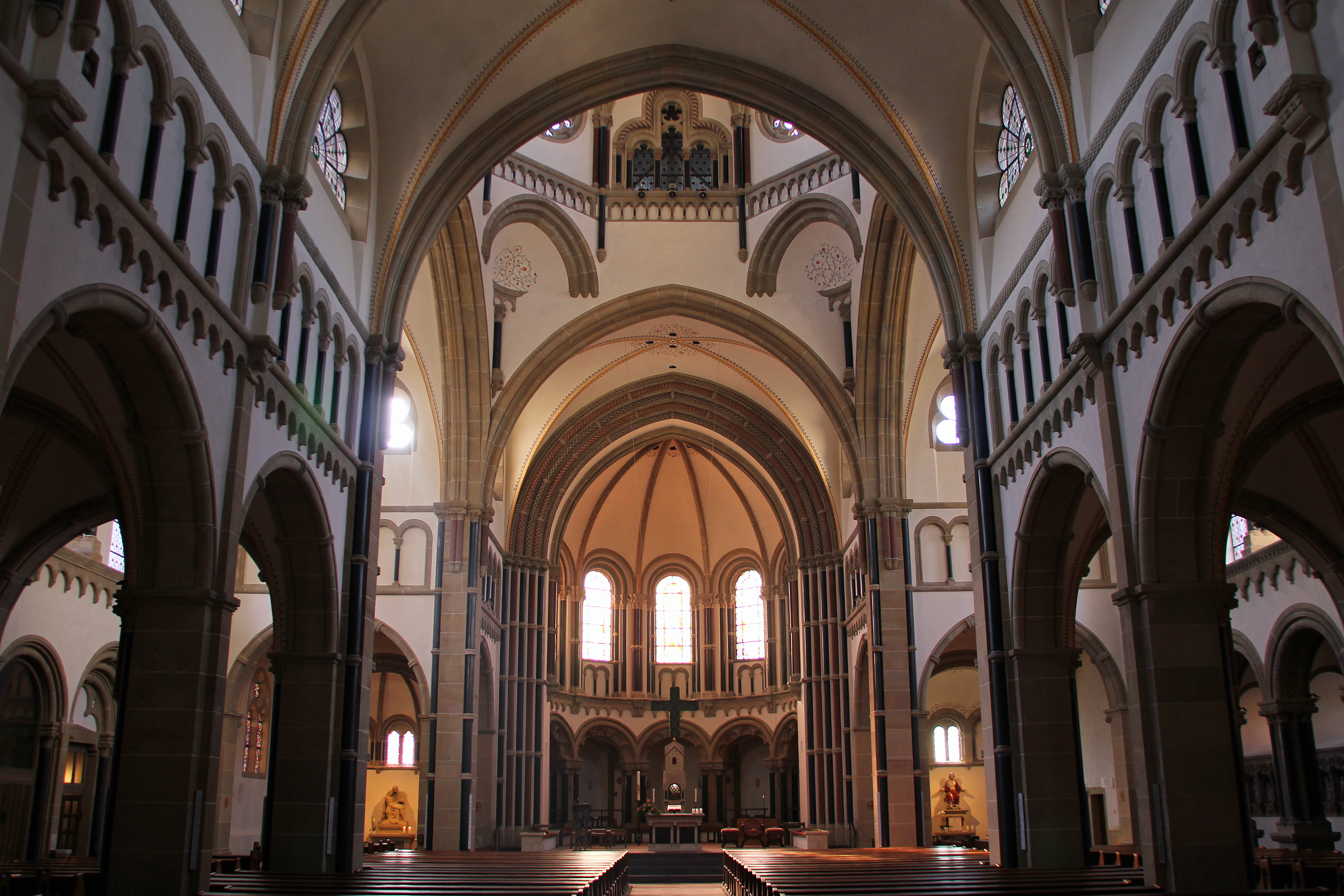
Intérieur
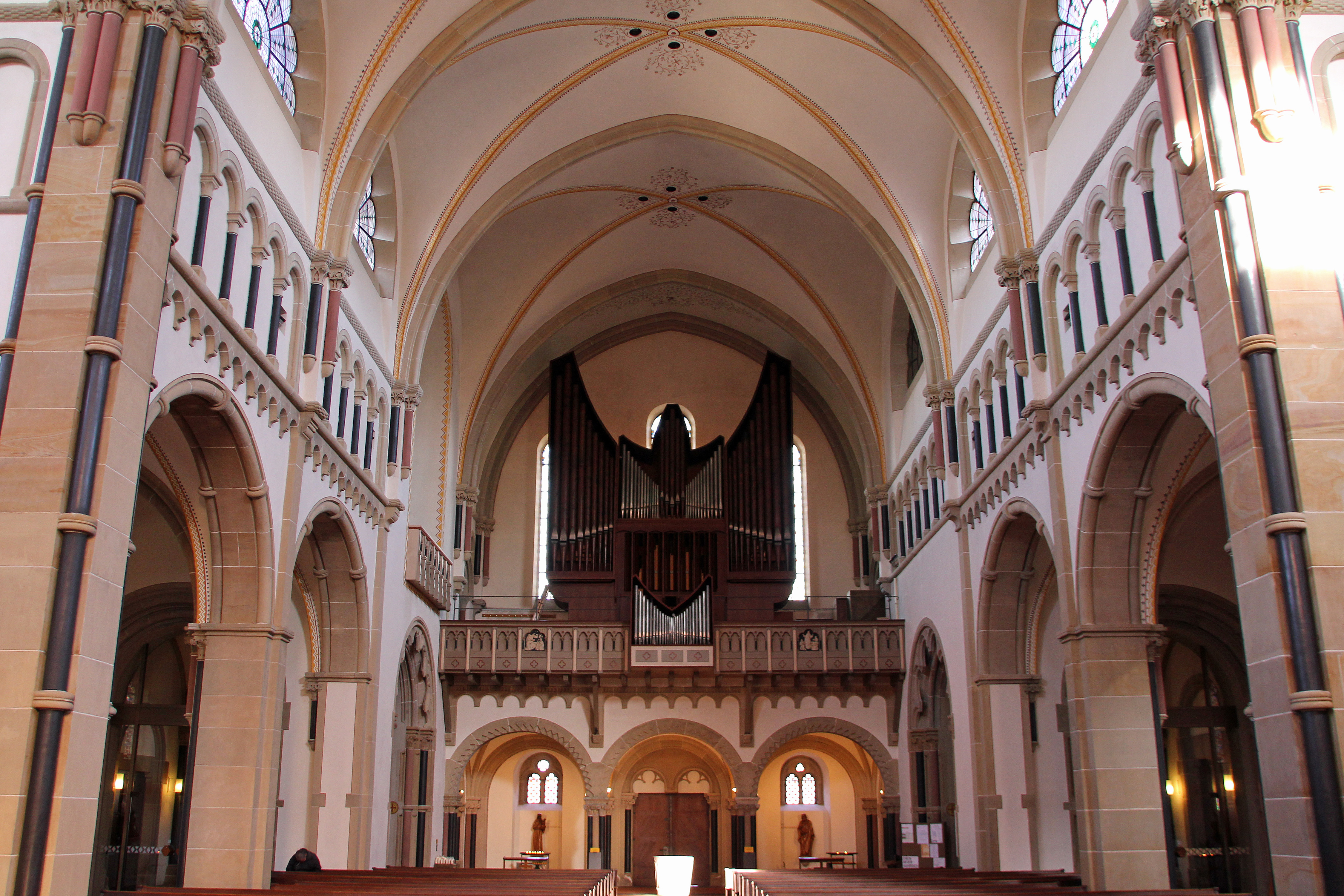
Intérieur
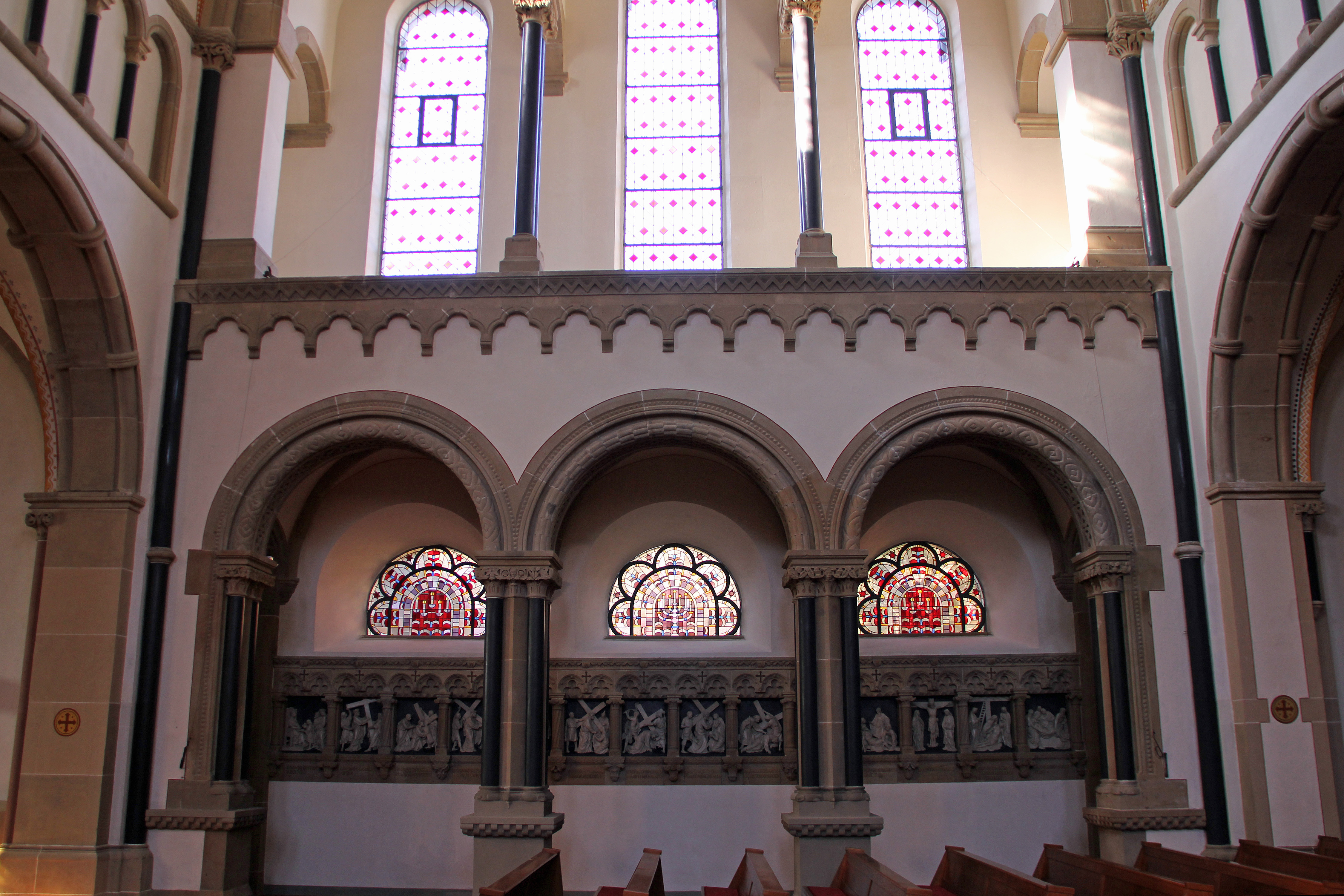
Intérieur
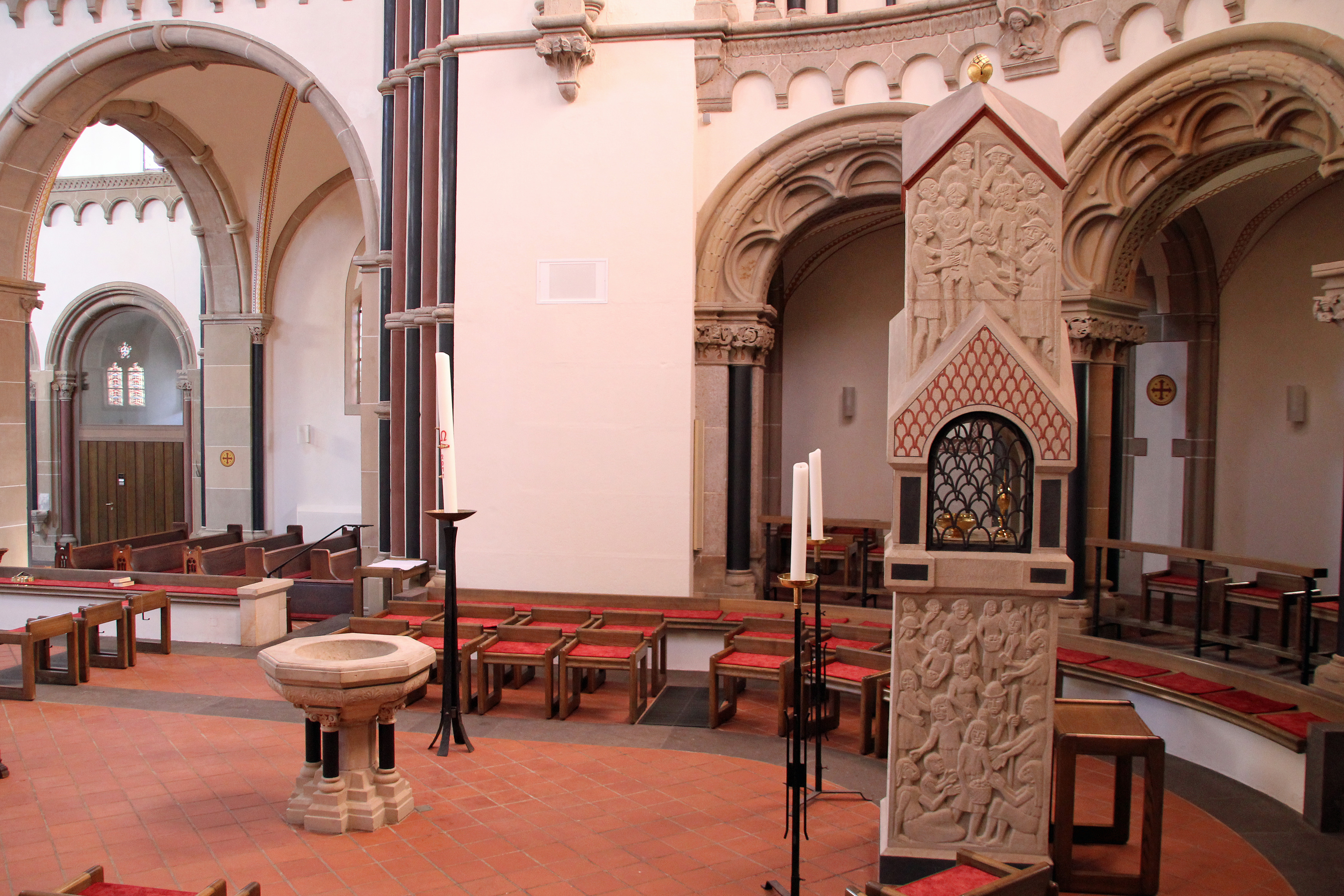
Chœur
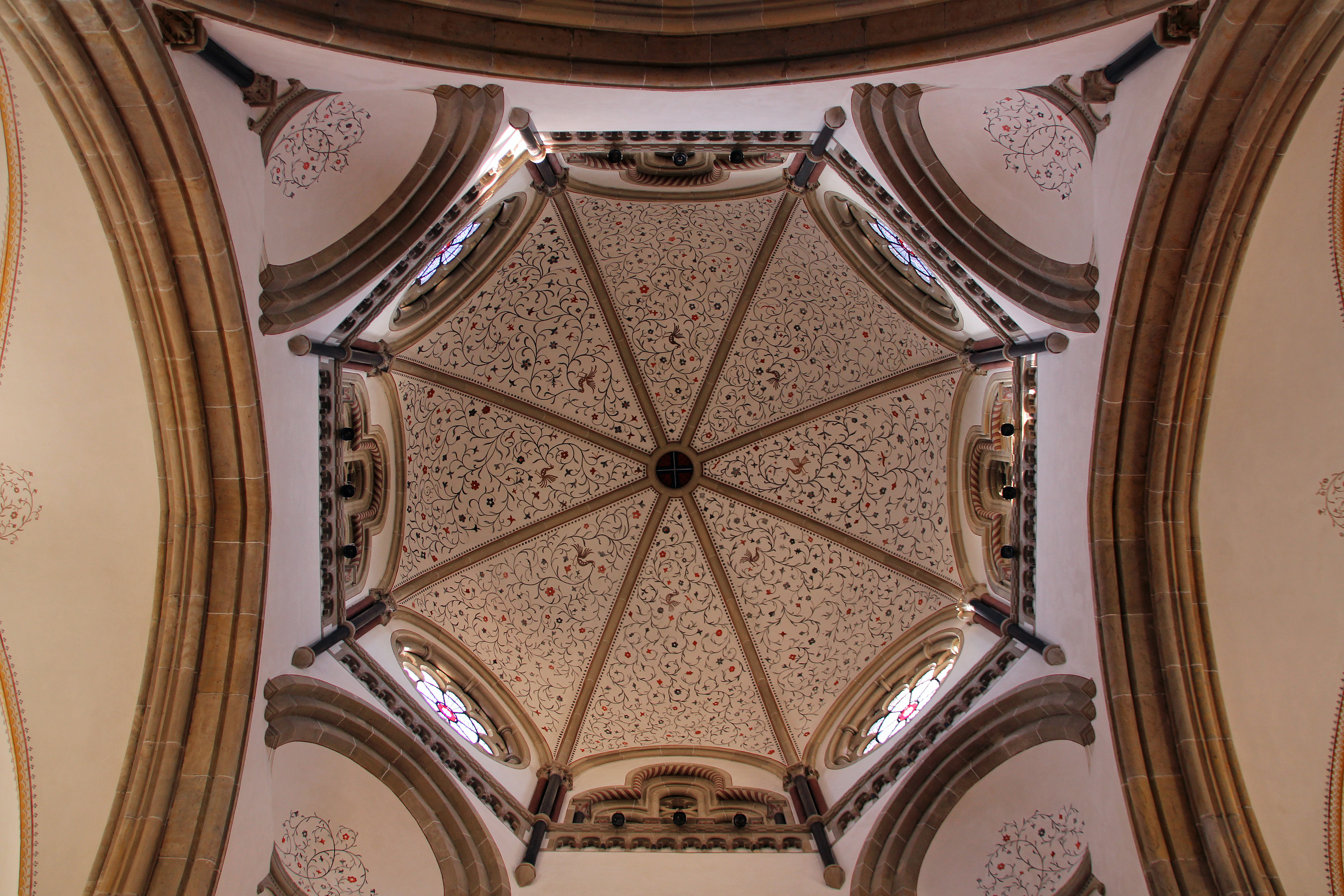
Tour centrale de l'intérieur